# Cantó de Riupeirós
El cantó de Riupeirós és un cantó francès del departament de l'Avairon, situat al districte de Vilafranca de Roergue. Té sis municipis i el cap cantonal és Rieupeyroux.

## Municipis
- La Bastida de l'Avesque
- La Capèla Blèis
- Previnquièiras
- Riupeirós
- Sent Sauvador
- Vabre e Tisac

## Història
| Data d'elecció                           | Identitat     | Partit        | Qualitat |
| ---------------------------------------- | ------------- | ------------- | -------- |
| 1988-1994                                | Pierre Marre  |               |          |
| 1994-2001                                | Pierre Marty  | Divers gauche |          |
| 2001-                                    | Michel Costes | Divers droite |          |
| les dades anteriors no són pas conegudes |               |               |          |
|                                          |               |               |          |

## Demografia
| 1962  | 1968  | 1975  | 1982  | 1990  | 1999  | 2006  |
| ----- | ----- | ----- | ----- | ----- | ----- | ----- |
| 5.276 | 5.725 | 5.438 | 5.379 | 4.944 | 4.533 | 4.397 |